# Fairfield (Melbourne)
Fairfield ist ein Vorort von Melbourne, Victoria, Australien, sechs Kilometer nordöstlich vom Melbourner Stadtzentrum (CBD, Central Business District) gelegen. Er gehört zu den lokalen Verwaltungsgebieten (LGA) Yarra City und Darebin City. Bei der Bevölkerungserhebung im Jahre 2016 hatte Fairfield eine Bevölkerungszahl von 6558 ständigen Einwohnern.

## Geographie
Die Grenzen des Stadtteils sind die Grange Road im Osten, Heidelberg Road im Süden, die Darebin Road im Norden und der Stadtteil Northcote im Westen. Heute konzentrieren sich die meisten Geschäfte und Einkaufsmöglichkeiten im Fairfeld-Village um die Station Street nördlich der Fairfield-Haltestelle der Hurstline-Eisenbahn. Der Großteil von Fairfield besteht jedoch aus Einfamilien-Wohnhäusern sowie Park- und Sportflächen.
Der Yarra Bend Park ist eine großräumige Flussparklandschaft am Yarra River in Fairfield, die 260 Hektar groß ist und jährlich von ca. 1,5 Millionen Menschen besucht wird.

## Geschichte
Der Fairfield Post Office wurde am  21. Februar 1887 geöffnet. 1962 gehörte Fairfield  zunächst zur City of Heidelberg, wurde später im selben Jahr in der City of Northcote eingegliedert und schließlich im Jahre 1994 in die lokalen Verwaltungsgebiete City of Darebin und Yarra City aufgeteilt.

## Bilder

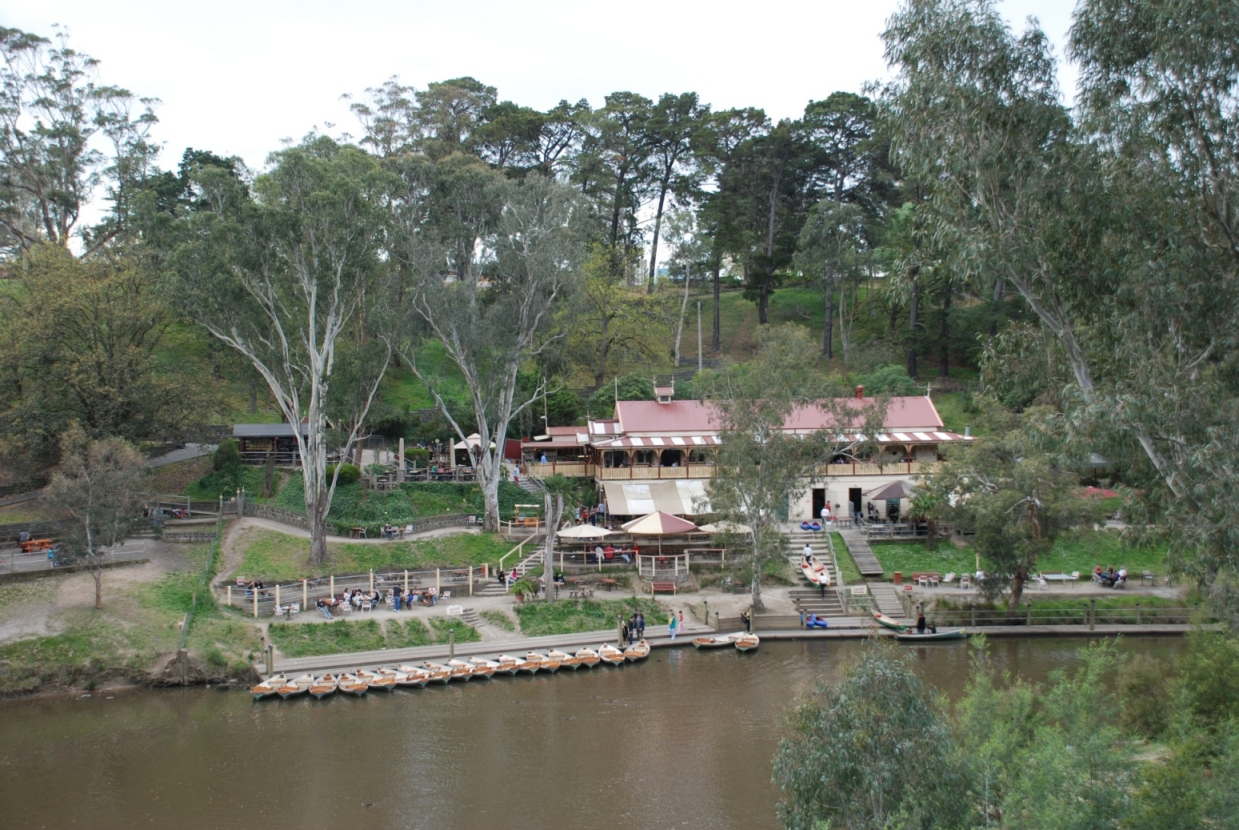
Das Fairfield Boathouse am Yarra River
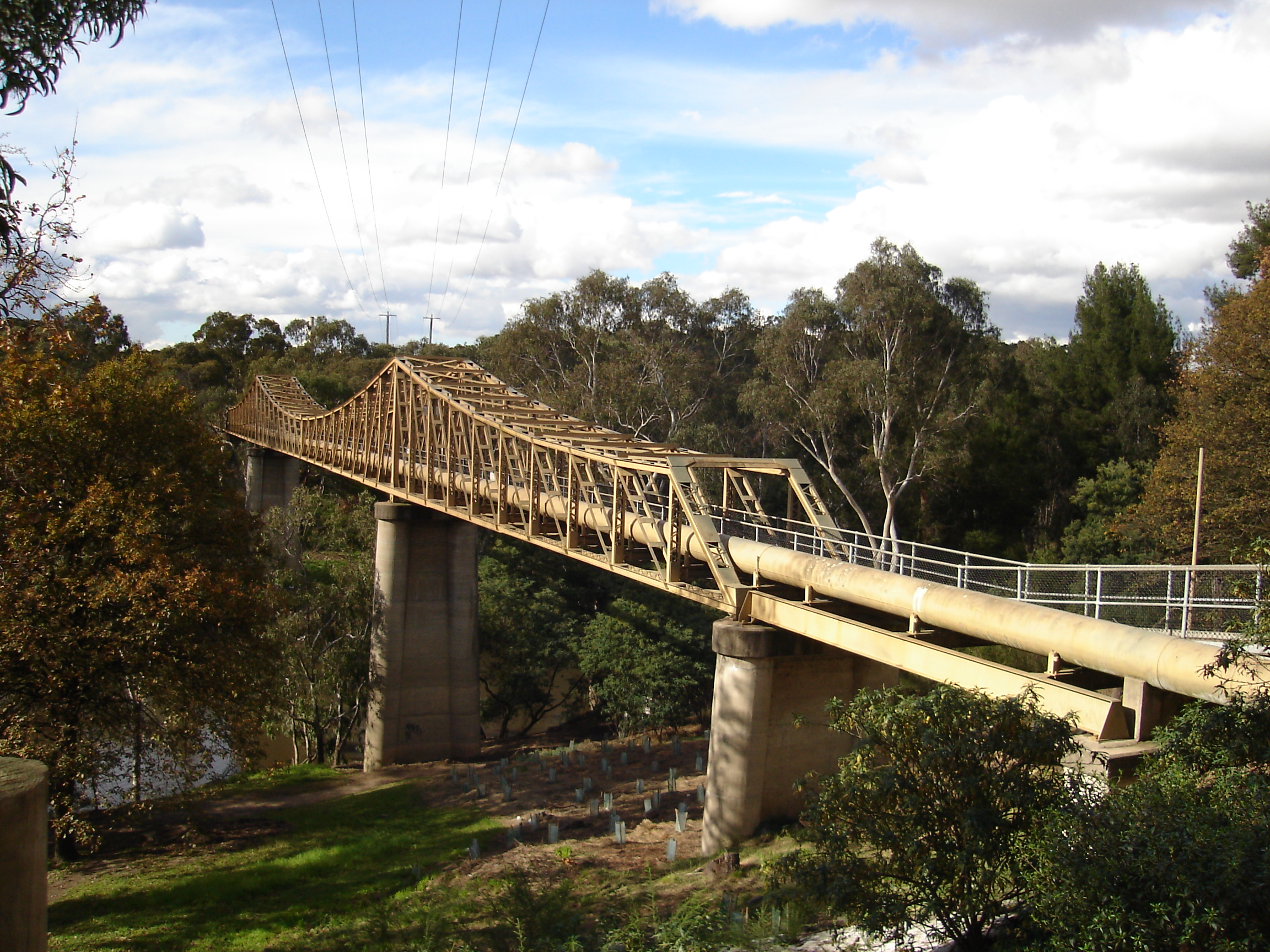
Fairfield Pipe Bridge im Yarra Park